# Ноћ живих мртваца (филм из 1990)
Ноћ живих мртваца (енгл. Night of the Living Dead) је амерички хорор филм из 1990, римејк истоименог филма из 1968. Филм је режирао Том Савини, по оригиналном сценарију Џорџа Ромера, док су у главним улогама Тони Тод и Патрисија Толман.
Филм је доста сличан оригиналу, сви ликови из њега се појављују и у овом филму, једино је име Куперове ћерке из Карен промењено у Сара. Највећу промену у карактеру у односу на оригинал претрпела је главна јунакиња, Барбара, која је за разлику од оригинала где је у потпуно депресивном, кататоничном стању и тек се на тренутке тргне и труди се да пружи помоћ осталима, у овом филму она се непрестано бори за свој живот, најразумнија и најприсебнија је од свих ликова, те због тога успева да преживи, док је судбина Барбаре из оригинала остала неразјашњена и највероватније трагична.
2004. године снимљен је римејк 2. дела, Зора живих мртваца, и она представља наставак овог филма, али нема ликова који се враћају из овог дела, већ је прича базирана на другој групи људи.

## Радња
Џони и Барбара одлазе да посете мајчин гроб. Он је непрестано застрашује реченицом: Они долазе по тебе, Барбара и заиста зомби напада његову сестру, он се труди да јој помогне, али удари главом о камени споменик и умире. Барбара у очају бежи до њиховог аута, али кључеви су остали код Џонија. Пристиже још један зомби који је напада, па она спушта ручну кочницу и тако успева да им утекне.
Долази до сеоске куће, где наилази на друге живе људе. Прво упознаје Бена, потом Тома и Џуди Роуз, а и породицу Купер, Харија и Хелен и њихову ћерку Сару, коју је зомби ујео за руку. Њих шесторо заједно, не рачунајући Сару која касније и сама постаје зомби, труде се да преживе ноћ, али живи мртваци покушавају да уђу у кућу и дођу до своје хране - њих.

## Улоге
| Глумац           | Улога            |
| ---------------- | ---------------- |
| Тони Тод         | Бен              |
| Патрисија Толман | Барбара Блер     |
| Том Таулс        | Хари Купер       |
| Маки Андерсон    | Хелен Купер      |
| Хедер Мазур      | Сара Купер       |
| Вилијам Батлер   | Том Битнер       |
| Кејти Финеран    | Џуди Роуз Ларсон |
| Бил Мозли        | Џони Блер        |
| Расел Стејнер    | Шериф Меклеланд  |